# Limotettix dasidus
Limotettix dasidus är en insektsart som beskrevs av Medler 1955. Limotettix dasidus ingår i släktet Limotettix och familjen dvärgstritar. Inga underarter finns listade i Catalogue of Life.